# G. K. Gilbert Award
Der G. K. Gilbert Award der Geological Society of America wird für Leistungen in planetarer Geologie verliehen. Er ist nach Grove Karl Gilbert benannt.
Es gibt noch den G. K. Gilbert Award for Excellence in Geomorphic Research der Association of American Geographers. Beide Preise sind nicht mit dem nach William Gilbert benannten William Gilbert Award der American Geophysical Union (AGU) zu verwechseln. Die AGU vergibt außerdem noch einen G. K. Gilbert Award in Surface Processes.

## Preisträger
- 1983 Eugene M. Shoemaker
- 1984 George Wetherill
- 1985 Walter Alvarez
- 1986 Ralph Belknap Baldwin
- 1987 Donald Gault
- 1988 Donald Wilhelms
- 1989 Harrison Schmitt
- 1990 Harold Masursky
- 1991 John Guest
- 1992 John A. Wood
- 1993 Michael Carr
- 1994 Ross Taylor
- 1995 Baerbel Lucchitta
- 1996 Robert P. Sharp
- 1997 Ronald Greeley
- 1998 John B. Adams
- 1999 Sean Solomon
- 2000 Larry Soderblom
- 2001 H. Jay Melosh
- 2002 James William Head III.
- 2003 Roger J. Phillips
- 2004 William K. Hartmann
- 2005 Lionel Wilson
- 2006 Michael J. Gaffey
- 2007 Maria Zuber
- 2008 Philip Christensen
- 2009 Robert Strom
- 2010 Carle Peters
- 2011 Steven Squyres
- 2012 Peter H. Schultz
- 2013 Alan D. Howard
- 2014 William B. McKinnon
- 2015 Matthew Golombek
- 2016 M. Darby Dyar
- 2017 John A. Grant
- 2018 Jeffrey M. Moore
- 2019 Alfred McEwen
- 2020 Jim Zimbelman
- 2021 Janice Bishop
- 2022 Allan Treiman
- 2023 Candice Joy Hansen-Koharcheck
- 2024 Charles Shearer
- 2025 Scott L. Murchie[1]